# Księga krwi
Księga krwi (ang. Books of Blood) – seria horrorów autorstwa Clive’a Barkera, składająca się z sześciu tomów. Każdy z nich zawiera cztery bądź pięć opowiadań grozy.
Tomy zatytułowano nadając im po prostu numerację od I do VI, aczkolwiek na rynku anglojęzycznym dostępne są wersje łączone, wydane w dwóch tomach, z których każdy zawiera po trzy księgi. Łączone wydanie tomów I-III opatrzone zostało wstępem Ramseya Campbella, przyjaciela Barkera, również pisarza grozy. Ilustracje na okładki niektórych wydań zostały zaprojektowane przez samego Barkera.
Książki wydawane były w latach 1984–1985. Publikacja pierwszego tomu odbiła się szerokim echem w świecie miłośników powieści grozy, Stephen King nazwał Barkera „przyszłością horroru”. Księga krwi I zdobyła British Fantasy Award i World Fantasty Award.
Podobnie jak w wielu innych pracach Barkera, w niektórych opowiadaniach zawartych w Księdze krwi horror miesza się z elementami fantasy. Opowieści osadzone zostały we współczesnych realiach, a bohaterami większości z nich są zwykli ludzie nagle zamieszani w przerażające nadprzyrodzone zjawiska. W książce Faces of Fear, będącej wywiadem z kilkoma pisarzami horrorów, Barker przyznał, że inspiracją do napisania Księgi krwi był zbiór opowiadań autorów grozy Dark Forces, który przeczytał na początku lat 80. Jak mówił, uświadomił sobie wtedy, że zbiór opowieści grozy nie musi zamykać się w sztywnych ramach, zaś zawarte w nim historie równie dobrze mogą śmieszyć, jak i naprawdę przerażać.
Osiemnaście historii z Księgi krwi zostało zaadaptowanych na komiks Tapping the Vein.
Seria została wysoko oceniona przez miłośników horroru, którzy zaznaczają jednak, że ich poziom jest bardzo nierówny. Najwyższe noty zazwyczaj zbiera część pierwsza (ocena Horror Online: 9/10), najniższe zaś szósta (5/10).
W Polsce książki wydawane były w latach 1991–1994 nakładem wydawnictwa Phantom Press (I-III) i Rebis (IV-VI).

## Książki z cyklu

### Księga krwi I
- Tytuł oryginalny: Book of Blood Volume One
- Pierwsza publikacja: 1984
- Pierwsza polska publikacja: 1991
- Tłumacz: Robert Mroziński
- Opowiadania:
  - Krwawa księga (The Book of Blood)
  - Nocny pociąg z mięsem (The Midnight Meat Train)
  - Yattering i Jack (The Yattering and Jack)
  - Blues świńskiej krwi (Pig Blood Blues)
  - Seks, śmierć i światło gwiazd (Sex, Death and Starshine)
  - W górach, miastach (In the Hills, the Cities)

### Księga krwi II
- Tytuł oryginalny: Book of Blood Volume Two
- Pierwsza publikacja: 1984
- Pierwsza polska publikacja: 1992
- Tłumacz: Jan Pultyn
- Opowiadania:
  - Lęk (Dread)
  - Piekielna konkurencja (Hell’s Event)
  - Jacqueline Ess: Jej wola i testament (Jacqueline Ess: Her Will and Testament)
  - Skóry ojców (The Skins of the Fathers)
  - Nowe morderstwa przy Rue Morgue (New Murders in the Rue Morgue)

### Księga krwi III
- Tytuł oryginalny: Book of Blood Volume Three
- Pierwsza publikacja: 1984
- Pierwsza polska publikacja: 1991
- Tłumacz: Jarosław Irzykowski
- Opowiadania:
  - Syn celuloidu (Son of Celluloid)
  - Król trupiogłowy (Rawhead Rex)
  - Pornografia i całun (Confessions of a (Pornographer’s) Shroud)
  - Kozły ofiarne (Scape-Goats)
  - Cień człowieka (Human Remains)

### Księga krwi IV
- Tytuł oryginalny: Book of Blood Volume Four, The Inhuman Condition (wydanie amerykańskie)
- Pierwsza publikacja: 1985
- Pierwsza polska publikacja: 1992
- Tłumacz: Małgorzata Studzińska
- Opowiadania:
  - Polityka ciała (The Body Politic)
  - Węzły śmierci i życia (The Inhuman Condition)
  - Objawienia (Revelations)
  - Precz, szatanie! (Down, Satan!)
  - Era żądzy (The Age of Desire)

### Księga krwi V
- Tytuł oryginalny: Book of Blood Volume Five, In the Flesh (wydanie amerykańskie)
- Pierwsza publikacja: 1985
- Pierwsza polska publikacja: 1991
- Tłumacz: Beata Jankowska-Rosadzińska
- Opowiadania:
  - Zakazany (The Forbidden)
  - Madonna (The Madonna)
  - Dzieci krzyku (Babel’s Children)
  - W ciele (In the Flesh)

### Księga krwi VI
- Tytuł oryginalny: Book of Blood Volume Six
- Pierwsza publikacja: 1985
- Pierwsza polska publikacja: 1993
- Tłumacz: Robert P. Lipski
- Opowiadania:
  - Życie Śmierci (The Life of Death)
  - Zmierzch w cieniu wież (Twilight at the Towers)
  - Krew grabieżców (How Spoilers Bleed)
  - Ostatnia sztuczka (The Last Illusion)
  - Przy Jerusalem Street: Prolog (On Jerusalem Street [a postscript])

## Ekranizacje
- 1985: Król trupiogłowy na podstawie opowiadania pod tym samym tytułem; reż. George Pavlou
- 1992: Candyman na podstawie opowiadania Zakazany; reż. Bernard Rose
- 1995: Władca iluzji na podstawie opowiadania Ostatnia sztuczka; reż. Clive Barker
- 2008: Nocny pociąg z mięsem na podstawie opowiadania pod tym samym tytułem; reż. Ryūhei Kitamura
- 2009: Księga krwi na podstawie opowiadań Krwawa księga i Przy Jerusalem Street; reż. John Harrison
- planowane ekranizacje opowiadań[3]:
  - Lęk
  - Blues świńskiej krwi
  - Madonna